# 大麻町牛屋島
大麻町牛屋島（おおあさちょううしやじま）は、徳島県鳴門市の大字。郵便番号は779-0311。

## 地理
鳴門市の南部に位置する。北は大谷川旧流路をもって大麻町大谷・大麻町姫田、東北は大津町大幸、板野郡松茂町、南は旧吉野川をもって大麻町東馬詰、西は大麻町松村に接する。農業地域。旧吉野川の自然堤防上に立地する集落で、以前は商店街を形成していた。
東方に小松原水門があり、西方には大谷川放流路がある。農業用水堀も発達している。旧国道であった徳島県道39号徳島鳴門線が南北に貫通し、旧吉野川には牛屋島橋が架設されている。また堤防を東西に徳島県道226号津慈広島線が通る。

### 河川
- 旧吉野川

### 小字
| - 大ぬた - 大浜 - 川渕 - 小松原 - 水門脇 | - 堂ノ前 - 中北 - 中須 - 中須賀 - 西窪 | - 帆崎前 - 堀ノ内 - 松ノ内 |  |

## 歴史
江戸期から町村制の施行された明治22年にかけては板東郡および板野郡の村であった。寛文4年より板野郡に属した。
明治22年に同郡堀江村の大字となった。昭和28年4月より堀江町の大字となる。昭和34年4月に板東町と堀江町が合併し大麻町が誕生し同町の大字となる。昭和42年に大麻町が鳴門市に編入され現在の鳴門市の大字となる。

## 世帯数と人口
2022年（令和4年）7月31日現在の世帯数と人口は以下の通りである。
| 町丁         | 世帯数  | 人口  |
| ------------ | ------- | ----- |
| 大麻町牛屋島 | 119世帯 | 300人 |

## 小・中学校の学区
市立小・中学校に通う場合、学区は以下の通りとなる。
| 番地 | 小学校               | 中学校             |
| ---- | -------------------- | ------------------ |
| 全域 | 鳴門市立堀江南小学校 | 鳴門市立大麻中学校 |

## 交通

### 道路
都道府県道
- 徳島県道39号徳島鳴門線
- 徳島県道226号津慈広島線

## 施設
- 宝光寺 - 真言宗善通寺派の寺院。
- 寿徳院 - 臨済宗妙心寺派の寺院。